# M16 (mina)
M16 – amerykańska odłamkowa, wyskakująca mina przeciwpiechotna.
Mina M16 została skonstruowana w USA na wzór pochodzącej z okresu II wojny światowej niemieckiej miny SMi-35. Podobnie jak ona posiada ona cylindryczny korpus z blachy stalowej. Mina wyposażony jest w zapalnik o podwójnym działaniu (naciągowym i naciskowym). Mina ustawiana jest ręcznie, zapalnik odbezpieczany jest poprzez wyciągnięcie zawleczki. Pociągnięcie za odciąg lub nacisk 9,2 kg powoduje wyrzucenie miny na wysokość 1–2 m i eksplozję.